# Pandanus sylvicola
Pandanus sylvicola är en enhjärtbladig växtart som beskrevs av Huynh. Pandanus sylvicola ingår i släktet Pandanus och familjen Pandanaceae. Inga underarter finns listade.